# Bong Hong-il
Bong Hong-il – północnokoreański zapaśnik w stylu wolnym. Mistrz Azji w 1987 i 1988 roku.